# Publiespaña
Publiespaña es la empresa de Mediaset España concesionaria del espacio publicitario de sus siete canales en abierto: Telecinco, Cuatro, Factoría de Ficción, Boing, Divinity, Energy y Be Mad. En 2013, Publiespaña revalidó su primera posición dentro del mercado publicitario español, alcanzando una cuota del mercado televisivo del 43,7 % (datos InfoAdex). Además, desde Publiespaña se gestiona una amplia oferta en el panorama de medios, con una gran experiencia en la comercialización de diferentes soportes en Internet y TV Outdoor Digital.  

## Historia
En 1988 nace Publiespaña de la mano de Mediaset, como concesionaria publicitaria en exclusiva de la cadena de televisión Telecinco, que comenzaría sus emisiones el 3 de marzo de 1990. Once años después, en 1999, se crea Publimedia Gestión, con el fin de gestionar la publicidad en soportes multimedia tanto de Telecinco como de terceros.
En marzo de 2004, se produce la integración de Publiespaña en el Grupo Telecinco. Y en el mes de junio, Gestevisión Telecinco comienza su cotización en las bolsas de Madrid, Barcelona, Bilbao y Valencia. Al año siguiente, en 2005, Gestevisión Telecinco entra a formar parte del índice IBEX-35. En diciembre de 2010, se inaugura una etapa histórica en el sector con la creación del mayor grupo audiovisual de España y uno de los más destacados de Europa a raíz de la integración de Cuatro y de la adquisición del 22% de Digital+.
El 3 de marzo de 1990 Telecinco iniciaba sus emisiones regulares en España, rompiendo junto a Antena 3 el monopolio histórico de la televisión pública en España. Meses antes, un grupo de televisiones autonómicas veían la luz por primera vez, entre ellas ETB, cuyo espacio publicitario constituyó el primer ensayo comercial de Publiespaña hasta el nacimiento de Telecinco. En este nuevo contexto de dura competencia por atraer a la audiencia y la inversión, la cadena, bajo la dirección de Valerio Lazarov hasta 1994, y Publiespaña, bajo la batuta de Giulio Chiodarelli, apostaron por un modelo de programación innovador basado en el entretenimiento, la ficción y la información, cercano al espectador, y por unas fórmulas publicitarias nunca vistas en España que supusieron una clara ruptura con la oferta del resto de televisiones. A través de programas, series e informativos emblemáticos como “Entre hoy y mañana”, “La quinta marcha”, “Hablando se entiende la gente”, “VIP Noche”, “Su media naranja”, “El telecupón”, “La máquina de la verdad”, “El karaoke”, “¡Ay qué calor!”, “Tutti Frutti”, “Goles son amores” y “La ruleta de la fortuna”, Publiespaña inauguró una de las eras más destacadas en la historia de la publicidad de España, introduciendo y sentando las bases de un catálogo de formatos publicitarios especiales que trascendían los spots convencionales con los que explotaba el poder de prescripción de rostros emergentes en televisión hoy día convertidos en grandes comunicadores del panorama audiovisual nacional.
En la última parte de la década de los 90, con Maurizio Carlotti al frente de Telecinco y con Alessandro Salem en Publiespaña, la cadena y su gestión comercial vivieron su etapa de consolidación definitiva situándose desde entonces como referente entre las televisiones comerciales en España. El sello generalista de Telecinco y la calidad de sus contenidos hicieron que la cadena se convirtiese en 1997 en el soporte comercial más demandado por los anunciantes de aquella época, una ventaja que Publiespaña amplificó gracias a la cercanía con sus clientes y al espíritu vanguardista aplicado a la búsqueda de fórmulas publicitarias integradas con el contenido, innovadoras en su planteamiento, aceptadas por los espectadores y eficaces con el objetivo de cada una de las campañas.

## Advanced Media y Publimedia Gestión
Publiespaña emprendió a finales de 1999 el desarrollo de proyectos multimedia y nuevas vías de negocio en televisión, prensa e Internet, dando lugar al nacimiento de Advanced Media como productora de formatos y de Publimedia Gestión como exclusivista comercializadora de los mismos, tanto de Telecinco como de terceros. Publiespaña creó asimismo la filial Publimedia Gestión como concesionaria de dichos formatos de Advanced Media, así como de otros soportes en el campo de la televisión, prensa, exterior e Internet tanto de Telecinco como ajenos al grupo. 
Publimedia Gestión es actualmente la concesionaria de referencia en la televisión de pago de España, con una cartera integrada por los principales canales temáticos de Chello Multicanal -Canal Hollywood, XTRM, CTK, MGM, Somos, Buzz, Canal Cocina, Canal Decasa, Sol Música y Canal Panda-; los producidos por Prisa TV en la plataforma CANAL+, entre los que destacan CANAL+ 1, CANAL+ Liga, CANAL+ Liga de Campeones, CANAL+ Golf y CANAL+ Series; Cosmopolitan TV y 40 TV. Recientemente ha alcanzado además un acuerdo con Telefónica para la comercialización durante los próximos tres años de Movistar MotoGP, canal dedicado en exclusiva a la retransmisión en directo y en HD de las carreras, las clasificaciones y los entrenamientos del Campeonato del Mundo de Motociclismo.

## Nacimiento de Mediaset España
Con la integración de Cuatro y la adquisición del 22% de Digital + en 2010, Telecinco creó un conjunto de televisiones dando lugar al nacimiento en abril de 2011 de Mediaset España. En julio de 2014, Mediaset España vende a Telefónica su 22% de Digital +.

## Integración Transmedia
En 2013 nace IT con el objetivo de contribuir al éxito del cliente diseñando y haciendo realidad campañas de publicidad 360° con las que trasmitir sus valores de marca con una visión global única e integrada. Integrará infinitas posibilidades complementarias como la contratación de espacios ajenos en cualquier tipo de medio o la producción de soluciones de branded content, la creación de eventos de street marketing, estrategias social media, diseño de apps o desarrollo de líneas de merchandising.

## Equipo Directivo
En julio de 2014, Paolo Vasile fue designado por el Consejo de Administración, consejero delegado único de Mediaset España. De él reportará desde ahora el director general de Publiespaña Francisco Alum, del que dependerán los directores generales Ángel de Pablo (División Comercial), Yago Castillo (Digitales), Salvador Figueros (Marketing Conercial) y Giuseppe Silvestroni (Iniciativas Especiales y Nuevos Productos).